# Mellersta underhållsregementet
Mellersta underhållsregementet (Uhreg M) var ett lednings- och underhållsförband inom svenska Försvarsmakten som verkade åren 1994–2001. Förbandsledningen var förlagd i Strängnäs garnison i Strängnäs.

## Historik
Mellersta underhållsregementet består av flera olika förband som betjänat de två militärområdena Bergslagens militärområde (Milo B) och Östra militärområdet (Milo Ö). Den 1 juli 1991 sammanslogs de två militärområdena och bildade Mellersta militärområdet, varvid Mellersta militärområdets materielförvaltning och Mellersta militärområdets verkstadsförvaltning bildades.
Underhållsförbanden i Svealand härstammar från de centralmagasin, intendenturförråd, tygstationer, ammunitionsförrådsgrupper vilka Armén bildades i början av 1900-talets första hälft. År 1966 genomfördes en större omorganisation inom försvaret, där bland annat underhållstjänsten organiserad på tre enheter, tygförvaltning, intendenturförvaltning och verkstadsförvaltning. År 1976 sammanfördes tygförvaltningen och intendenturförvaltningen och bildade en materielförvaltningsenhet, för respektive militärområde. Underhållstjänsten inom ett militärområde bestod från 1976 av en verkstadsförvaltningen och en materielförvaltningen. Dock med Gotland som ett undantag, där tygförvaltningen och verkstadsförvaltningen kvarstod i sin organisation fram till 1982, då de uppgick i Gotlands militärkommando.
Med regeringens proposition 1989/90:139, föreslog regeringen för riksdagen att Övre Norrlands militärområdes materielförvaltnings (MF ÖN) och Övre Norrlands militärområdes verkstadsförvaltnings (VF ÖN) skulle sammanföras till Övre Norrlands militärområdes underhållsregemente. Propositionen antogs och den 1 oktober 1990 bildades det nya underhållsregementet, Övre Norrlands militärområdes underhållsregemente, vilket då fick det samlade ansvaret i Övre Norrland för underhållstjänsten i fred och krig, men även ansvar för utbildning i underhållstjänst. 
Genom regeringens proposition 1989/90:9 kom regeringen att föreslå för riksdagen att fortsätta reducera och omorganisera den operativa militärområdesledning. Bland annat med att Bergslagens- och Östra militärområdet skulle sammanföras till ett militärområde, och därmed även sammanföra materiel- och verkstadsförvaltningarna i respektive militärområde.
Den 1 juli 1991 bildades Mellersta militärområdets materielförvaltning (MF M) och Mellersta militärområdets verkstadsförvaltning (VF M). Åren 1991–1993 reducerades antalet militärområden från sex till tre i två etapper, med den nya regionala militärområdes indelningen, kom även underhållstjänsten att påverkas. Vilket medförde att underhållstjänsten i Svealand och Götaland även fick samma organisation och samlades under nybildade underhållsregementen. 
Från den 1 juli 1994 var tre underhållsregementen organiserade, Norra underhållsregementet (Uhreg N), Mellersta underhållsregementet (Uhreg M), Södra underhållsregementet (Uhreg S), samt den fristående Underhållsgrupp Gotland. De tre underhållsregementena samt underhållsgruppen upplöstes och avvecklades den 31 december 2001, och dess ansvar överfördes den 1 januari 2002 till det då nybildade Försvarsmaktens logistik (FMLOG).

### Historiska förband
Mellersta underhållsregementet består av flera olika förband som ursprungligen tillhört de två militärområdena Bergslagens militärområde (Milo B) och Östra militärområdet (Milo Ö), och vilka som sammanfördes den 1 juli 1991 i samband  med sammanslagningen av de båda militärområdena.

#### Intendenturförvaltningar
Den 1 oktober 1966 organiserades Intendenturförvaltningar inom respektive militärområde. Dess uppgifter var bland annat förrådshållning av intendenturförnödenheter (till exempel kläder, mat, sjukvårdsutrustning) inom militärområdet. År 1976 sammanslogs Intendenturförvaltningarna med tygförvaltningarna i respektive militärområde och bildade materielförvaltningar.
| Beteckning | Namn                                              | Garnison               | Aktiv     | Kommentar           |
| ---------- | ------------------------------------------------- | ---------------------- | --------- | ------------------- |
| IF B       | Bergslagens militärområdes intendenturförvaltning | Kristinehamns garnison | 1966–1976 | Uppgick 1976 i MF B |
| IF Ö       | Östra militärområdets intendenturförvaltning      | Enköpings garnison     | 1966–1976 | Uppgick 1976 i MF Ö |

#### Tygförvaltningar
Den 1 oktober 1966 organiserades Tygförvaltningar inom respektive militärområde. Dess uppgifter var bland annat förrådshållning av tygförnödenheter (till exempel vapen och ammunition) inom militärområdet. 1976 slogs Tygförvaltningar samman med Intendenturförvaltningar i respektive militärområde och bildade materielförvaltningar.
| Beteckning | Namn                                      | Garnison               | Aktiv     | Kommentar           |
| ---------- | ----------------------------------------- | ---------------------- | --------- | ------------------- |
| TF B       | Bergslagens militärområdes tygförvaltning | Kristinehamns garnison | 1966–1976 | Uppgick 1976 i MF B |
| TF Ö       | Östra militärområdets tygförvaltning      | Enköpings garnison     | 1966–1976 | Uppgick 1976 i MF Ö |

#### Materielförvaltningar
Materielförvaltningar bildades 1976 genom en sammanslagning av Intendenturförvaltningarna och Tygförvaltningarna inom respektive militärområde. Dess uppgift var att förrådshålla inom militärområdet försvarsspecifika förnödenheter. Den 1 juli 1991 sammanfördes de två materielförvaltningarna i Bergslagens- och Östra militärområdet, till Mellersta militärområdets materielförvaltning. Det efter att Bergslagens- och Östra militärområdet sammanfördes till Mellersta militärområdet. Den 30 juni 1994 upplöstes Mellersta militärområdets materielförvaltning, och uppgick den 1 juli 1994 i det nybildade Mellersta underhållsregementet.
| Beteckning | Namn                                           | Garnison               | Aktiv     | Kommentar              |
| ---------- | ---------------------------------------------- | ---------------------- | --------- | ---------------------- |
| MF B       | Bergslagens militärområdes materielförvaltning | Kristinehamns garnison | 1976–1991 | Uppgick 1991 i MF M    |
| MF Ö       | Östra militärområdets materielförvaltning      | Enköpings garnison     | 1976–1991 | Uppgick 1991 i MF M    |
| MF M       | Mellersta militärområdets materielförvaltning  | Strängnäs garnison     | 1991–1994 | Uppgick 1994 i Uhreg M |

#### Verkstadsförvaltningar
Den 1 oktober 1966 organiserades Verkstadsförvaltningar inom respektive militärområde. Dess uppgifter övertog man ifrån regementena och bestod i service och reparationer av tygmateriel inom militärområdet. Verkstadsförvaltningar var under åren 1966–1976 benämnda som Tygverkstadsförvaltningen. Den 1 juli 1991 sammanfördes de två verkstadsförvaltningarna i Bergslagens- och Östra militärområdet, till Mellersta militärområdets verkstadsförvaltning. Det efter att Bergslagens- och Östra militärområdet sammanfördes till Mellersta militärområdet. Den 30 juni 1994 upplöstes Mellersta militärområdets verkstadsförvaltning, och uppgick den 1 juli 1994 i det nybildade Mellersta underhållsregementet.
| Beteckning | Namn                                            | Garnison               | Aktiv     | Kommentar              |
| ---------- | ----------------------------------------------- | ---------------------- | --------- | ---------------------- |
| VF B       | Bergslagens militärområdes verkstadsförvaltning | Kristinehamns garnison | 1966–1991 | Uppgick 1991 i VF M    |
| VF Ö       | Östra militärområdets verkstadsförvaltning      | Enköpings garnison     | 1966–1991 | Uppgick 1991 i VF M    |
| VF M       | Mellersta militärområdets verkstadsförvaltning  | Strängnäs garnison     | 1991–1994 | Uppgick 1994 i Uhreg M |

#### Underhållsregementen
| Beteckning | Namn                           | Garnison           | Aktiv     | Kommentar            |
| ---------- | ------------------------------ | ------------------ | --------- | -------------------- |
| Uhreg M    | Mellersta underhållsregementet | Strängnäs garnison | 1994–2001 | Uppgick 2001 i FMLOG |

## Verksamhet
Mellersta underhållsregementet var ett kaderorganiserat krigsförband underställt militärbefälhavaren (MB M), och tillhörde Försvarsmaktens förbandstyp "Operativa lednings- och underhållsförband". Underhållstjänsten inom Försvarsmakten utgjordes fram till 2001, till största delen av Norra underhållsregementet, Mellersta underhållsregementet och Södra underhållsregementet samt av Underhållsgrupp Gotland. Mellersta underhållsregementet lämnade stöd till armé-, marin- och flygstridskrafter avseende teknisk tjänst samt utförde kontroll avseende teknisk säkerhet beträffande ammunition och drivmedel vid förband inom Mellersta militärområdet och senare Mellersta militärdistriktet.
Förnödenhetsförsörjningen inom underhållstjänsten som genomfördes av miloförråden syftade till att täcka fastställda behov, reglera omhändertagande av förnödenheter samt bestämma avgången av förnödenheter. Den tekniska tjänsten inom underhållstjänsten genomfördes av miloverkstäder och markteleverkstäder som understödde krigsförbandens förmåga att lösa ställda uppgifter vad gällde materialunderhåll och tekniskt systemstöd.
Underhållsregementena var kaderorganiserade, det vill säga fredsanställd personal utgjorde stomme för krigsförbanden, underhållsgrupp och markteleunderhållsbataljon. Verksamheterna leddes av respektive regementchef och regementetsstab vilken också direkt ledde markteleunderhållsbataljoner. Respektive underhållsgrupp leddes av en underhållsgruppchef och stab bestod av följande enheter:
- Miloreparationskompanier
- Miloverkstadskompanier
- Miloförrådskompanier
- Miloförsörjningskompanier.
- Transportkompanier

### MV 103C Deminer
MV 103C Deminer var ett fordonsprojekt i början av 1990-talet, där Sida satsade 10,9 miljoner kr på att utveckla minröjningskapacitet. FMV fick i uppdrag att utveckla en mekanisk minröjare och valde mellan två alternativ: en av Mellersta underhållsregementet modifierad Stridsvagn 103, och en av Bofors modifierad tysk Leopardstridsvagn. Då stridsvagn 103 började tas ur tjänst från och med 1994 fanns det en gott om chassin som kunde användas. Detta gjorde att Mellersta underhållsregementet fick kontrakt på att utveckla en minröjningsvagn baserad på stridsvagn 103. MV 103C Deminer kom aldrig vidare från prototypstadiet till serietillverkning, eftersom den inte klarade kravspecifikationen. Projektet lades ner i början av 1997. Efter att projektet avslutades stod vagnen i Strängnäs fram till att garnisonen avvecklades 2005. MV 103C Deminer ingår numer i Miliseums fordonssamling.

## Förläggningar och övningsplatser
I samband med att materiel- och verkstadsförvaltningarna för i Bergslagens- och Östra militärområdet sammanfördes till Mellersta militärområdets materielförvaltning respektive Mellersta militärområdets verkstadsförvaltning, kom dess stabsort att förläggas till Strängnäs. Det efter att stabsorterna tidigare utgjorts av Kristinehamn och Enköping. När sedan Mellersta militärområdets materielförvaltning och Mellersta militärområdets verkstadsförvaltning sammanfördes till Mellersta underhållsregementet kom även dess stabsort att lokaliseras till Strängnäs.
Utöver stabsorten i Strängnäs garnison, hade Mellersta underhållsregementet markteleverkstäder i Söderhamn, Stockholm, Linköping, Enköping och Örebro. Miloverkstäder fanns i Almnäs, Enköping, Falun, Kristinehamn, Kungsängen, Linköping, Norrtälje, Strängnäs, Stockholm och Örebro. Miloförråd fanns i Almnäs, Enköping, Falun, Kristinehamn, Kungsängen, Linköping, Norrtälje, Strängnäs, Stockholm, Uppsala, Älvdalen och Örebro. Utöver dessa centrala verkstäder och förråd ansvarade Underhållsregementet för samtliga mobiliseringsförråd inom militärområdet.

## Heraldik och traditioner
I samband med att Mellersta underhållsregementet upplöstes och avvecklades, instiftades 2001 Mellersta underhållsregementets minnesmedalj i silver (UhregMMSM).

## Förbandschefer
Förbandschefen titulerades regementschef och hade tjänstegraden överste av första graden.
- 1994–2001: Överste 1. gr. Leif Küller

## Namn, beteckning och förläggningsort
| Mellersta underhållsregementet | 1994-07-01 | – | 2001-12-31 |
| Avvecklingsorganisation        | 2002-01-01 | – | 2002-09-30 |

| Uhreg M | 1994-07-01 | – | 2001-12-31 |

| Strängnäs garnison (F) | 2000-07-01 | – | 2001-12-31 |